# 5374 Hokutosei
5374 Hokutosei este un asteroid din centura principală de asteroizi.

## Descriere
5374 Hokutosei este un asteroid din centura principală de asteroizi. A fost descoperit pe 4 ianuarie 1989 la Kitami de Masayuki Yanai și Kazuro Watanabe. Asteroidul prezintă o orbită caracterizată de o semiaxă mare de 3,17 ua, o excentricitate de 0,10 și o înclinație de 12,3° în raport cu ecliptica.